# Wyżyna Turgajska
Wyżyna Turgajska (kaz. Торғай үстірті, Torgaj üstyrty; ros. Тургайское плато, Turgajskoje płato) – wyżyna w Azji Centralnej, w północno-zachodnim Kazachstanie. 
Wyżyna Turgajska rozciąga się między południowym krańcem gór Ural i stanowiącym jego przedłużenie pasmem górskim Mugodżary a Pogórzem Kazachskim. Na północy przechodzi w Nizinę Zachodniosyberyjską, na południu w Nizinę Turańską. Rozciągłość równoleżnikowa regionu wynosi około 600 km, rozciągłość południkowa około 300 km; przeciętna wysokość nad poziom morza to 200–300 m, a maksymalne wzniesienie 310 m n.p.m. Wyżyna jest w połowie przedzielona Bramą Turgajską, obniżeniem o południkowym przebiegu. Na południu wyżyna rozczłonkowuje się we wzniesienia o płaskich wierzchowinach. 
Wyżyna Turgajska składa się z piasków i glin pochodzących z osadów morskich i rzecznych. Na jej obszarze znajdują się złoża magnetytu, limonitu, boksytów i węgla. 
Północną część Wyżyny Turgajskiej zajmuje step, stanowiący część Wielkiego Stepu eurazjatyckiego. Na południu step przechodzi w półpustynię. Licznie występują słone jeziora.